# Yassir Raad
Yassir Raad Mohammed (in arabo ياسر رعد محمد‎?; 25 giugno 1983) è un calciatore iracheno, di ruolo difensore.

## Carriera

### Club
Ha sempre giocato nel campionato iracheno.

### Nazionale
Nel 2004 ha fatto parte della selezione irachena che ha partecipato alla Coppa delle nazioni asiatiche.